# Hyalolaena melanorrhiza
Hyalolaena melanorrhiza är en flockblommig växtart som beskrevs av Pimenov och Kljuykov. Hyalolaena melanorrhiza ingår i släktet Hyalolaena och familjen flockblommiga växter. Inga underarter finns listade i Catalogue of Life.